# Российский научный фонд
Росси́йский нау́чный фонд (РНФ) — российская некоммерческая организация, созданная в целях финансовой и организационной поддержки фундаментальных и поисковых научных исследований, подготовки научных кадров, развития научных коллективов, занимающих лидирующие позиции в определённой области науки.
Деятельность Фонда осуществляется в соответствии с Федеральным законом Российской Федерации от 2 ноября 2013 г. № 291-ФЗ «О Российском научном фонде и внесении изменений в отдельные законодательные акты Российской Федерации» и решениями попечительского совета Фонда.

## Руководители
Генеральный директор
- А. В. Хлунов, кандидат физико-математических наук (до апреля 2024 г.)
- Беспалов, Владимир Александрович - c 04.04.24[2]

Председатель попечительского совета — доктор физико-математических наук А. А. Фурсенко.

## Миссия
Миссия Фонда заключается в выявлении наиболее перспективных и амбициозных научных проектов, наиболее эффективных и результативных ученых, способных сплотить вокруг себя коллектив единомышленников, воспитать молодое поколение российских исследователей, выполняющих исследования на самом высоком мировом уровне.
Победители конкурсов Фонда при условии получения ими значимых для мировой науки, российской экономики и общества результатов получают долговременную перспективу проведения исследований, имеющих необходимое финансовое обеспечение.

## Основные принципы деятельности
Публичность и открытость
Фонд открыт для взаимодействия с любыми российскими, международными и зарубежными организациями, научными коллективами и учеными, способствующими достижению целей Фонда и реализации его миссии. Фонд информирует ученых и общественность о своих планах, текущей деятельности и её результатах.
Компетентность
Фонд осуществляет распределение грантов на основе заключений высококвалифицированных и компетентных экспертов — как российских, так и зарубежных.
Соблюдение государственных интересов
Фонд действует в интересах Российской Федерации и является одним из инструментов реализации государственной политики в области науки.
Независимость
Фонд действует в рамках законодательства Российской Федерации и решений попечительского совета Фонда и вправе самостоятельно исполнять обязанности и осуществлять права, предоставленные некоммерческим организациям.
Политика в области прав на результаты интеллектуальной деятельности
Права на результаты интеллектуальной деятельности, созданные при выполнении финансируемых Фондом программ и проектов, принадлежат исполнителям этих программ и проектов. Российская Федерация может использовать для государственных нужд результаты интеллектуальной деятельности, созданные при выполнении финансируемых Фондом программ и проектов, на условиях безвозмездной простой (неисключительной) лицензии, предоставленной правообладателем государственному заказчику, с выплатой государственным заказчиком вознаграждения автору, авторам результатов интеллектуальной деятельности.

## Конкурсы

### Направления конкурсной поддержки
- 01 Математика, информатика и науки о системах;
- 02 Физика и науки о космосе;
- 03 Химия и науки о материалах;
- 04 Биология и науки о жизни;
- 05 Фундаментальные исследования для медицины;
- 06 Сельскохозяйственные науки;
- 07 Науки о Земле;
- 08 Гуманитарные и социальные науки;
- 09 Инженерные науки.

Фонд может проводить конкурсный отбор фундаментальных и поисковых научных проектов, направленных на решение конкретных задач в рамках утверждаемых попечительским советом Фонда научных приоритетов, в том числе — обусловленных проблемами социально-экономического развития страны и общества, при этом прогнозируемый результат проектов должен иметь мировой уровень и вносить существенный вклад в решение ключевых проблем данных научных приоритетов.
Фонд в соответствии с законодательством Российской Федерации осуществляет международное научное сотрудничество, взаимодействует с органами власти и специализированными организациями (фондами) зарубежных стран в целях организации совместных конкурсов по поддержке международных научных коллективов, выполняющих фундаментальные и поисковые исследования.
С 2015 года Фонд в соответствии с Указами Президента Российской Федерации от 18 июня 2015 г. № 312 и от 28 сентября 2015 г. № 485 проводит экспертизу представлений на соискание премии Президента Российской Федерации в области науки и инноваций для молодых ученых и Государственной премии Российской Федерации в области науки и технологий.

### Организация конкурсов
Конкурсы Фонда являются публичными и проводятся в соответствии с гражданским законодательством Российской Федерации и утвержденным попечительским советом Фонда Порядком конкурсного отбора научных, научно-технических программ и проектов, представленных на конкурс Российского научного фонда.
Поддержка проектов, ставших победителями конкурсов, осуществляется Фондом независимо от должности, занимаемой руководителем проекта, организационно-правовой формы, формы собственности и местонахождения научных организаций или образовательных организаций высшего образования, с которыми руководитель проекта и члены научного коллектива состоят в трудовых или гражданско-правовых отношениях, если иное не установлено конкурсной документацией.
Условиями предоставления Фондом финансовой поддержки является принятие претендентами обязательств по опубликованию результатов научных исследований со ссылкой на финансовую поддержку Фонда, а также их согласие на обнародование основных положений конкурсной заявки и отчетных материалов в течение реализации соответствующего проекта.
Для осуществления конкурсных и экспертных процедур используется информационно-аналитическая система (ИАС) Фонда, обеспечивающая подачу заявки и всех дополнительных материалов на конкурс в режиме удаленного доступа, а также аналогичный режим работы экспертов Фонда с заявками.

## Экспертиза
Все допущенные к конкурсу заявки проходят экспертизу в соответствии с Порядком проведения экспертизы научных и научно-технических программ и проектов, представленных на конкурс Фонда. Передача заявок на экспертизу производится в соответствии с кодами классификатора по отраслям науки, указанными руководителями проектов в заявках.
Информация о содержательной части заявок и о прохождении экспертизы является конфиденциальной. Члены экспертных советов Фонда, привлекаемые эксперты Фонда и работники Фонда не имеют права её разглашать. Не допускается любое общение их с заявителями по вопросам рассмотрения и экспертизы заявок.
Экспертиза проектов является многоэтапной. На первом этапе её осуществляют эксперты Фонда (несколько экспертов на заявку), по отдельным приоритетным направлениям деятельности Фонда к экспертизе могут привлекаться зарубежные ученые.
Второй этап экспертизы заключается в оценке материалов заявок секциями соответствующего экспертного совета Фонда (при наличии) или отдельными членами экспертного совета Фонда по поручению председателя этого экспертного совета Фонда. Такая оценка проводится с учётом результатов первого этапа экспертизы. Результаты второго этапа экспертизы рассматриваются на заседании соответствующего экспертного совета Фонда.
Результаты конкурсов утверждаются правлением Фонда по представлению соответствующего экспертного совета Фонда. Для скоординированных с иностранными партнерами конкурсов учитывается мнение компетентного органа управления организации — иностранного партнера.

### Экспертные советы
Экспертные советы РНФ являются постоянно действующими консультативными органами и создаются в целях научно-методического, аналитического и экспертного обеспечения деятельности Фонда, связанной с конкурсным отбором научных, научно-технических программ и проектов, а также с осуществлением контроля за реализацией финансируемых Фондом проектов.
Фондом сформировано два экспертных совета: экспертный совет по научным проектам и экспертный совет по научным программам. В состав экспертного совета по научным проектам вошли 63 российских ученых, по научным программам — 21 российский ученый.
Сведения о персональных составах экспертных советов размещены на официальном сайте РНФ.
К участию в работе экспертных советов Фонда дополнительно привлекаются специалисты в области науки и техники — эксперты Фонда. РНФ осуществляет постоянный дополнительный набор экспертов, устанавливая определённые требования к их квалификации. Все предложения по составу экспертной базы Фонда рассматриваются экспертными советами.
В корпус экспертов, задействованных в работе экспертных советов, входит более чем 3 700 российских и около 1000 зарубежных ученых.